# Thomas K. McCraw
Thomas Kincaid McCraw (* 11. September 1940 in Corinth, Mississippi; † 3. November 2012 in Cambridge, Massachusetts) war ein US-amerikanischer Historiker, der zur Unternehmensgeschichte forschte.

## Leben
McCraw wurde 1940 in Corinth, Mississippi geboren. Sein Vater, ein Bauingenieur der Tennessee Valley Authority, arbeitete zu diesem Zeitpunkt an einer Talsperre nahe der Stadt. Aufgrund des Berufs seines Vaters zog die Familie oft um. Seinen High-School-Abschluss machte McCraw in Florence, Alabama. Später trat er in die United States Navy ein und studierte im Zuge des Reserve Officer Training Corps an der University of Mississippi. Nach seinem dortigen Bachelor-Abschluss 1962 diente er vier Jahre in der Navy und war hierbei die meiste Zeit auf den Bermudas stationiert. Danach setzte er sein Studium an der University of Wisconsin fort und erhielt dort einen Master und promovierte. McCraw lehrte nun an der University of Texas at Austin. In dieser Zeit nahm er von 1973 bis 1974 eine Harvard-Newcomen Fellowship in Unternehmensgeschichte an der Harvard Business School wahr. 1976 wechselte er schließlich an die Harvard University, wo er erst von 1976 bis 1978 als Visiting Associate Professor und dann ab 1978 als Full Professor lehrte. 1989 wurde er zum Isidor Straus Professor of Business History berufen. 2006 erfolgte seine Emeritierung. Auf den Lehrstuhl folgte ihm Geoffrey G. Jones nach.
Von 1989 bis 1990 war er Präsident der Business History Conference. Von 1994 bis 2004 war er Herausgeber bzw. Mitherausgeber des Business History Review.
Für sein Buch Prophets of Regulation: Charles Francis Adams, Louis D. Brandeis, James M. Landis and Alfred E. Kahn erhielt er 1985 den Pulitzer-Preis für Geschichte, sowie 1986 den Thomas Newcomen Book Award. 2009 erhielt er den Lifetime Achievement Award der Business History Conference.
McCraw war seit 1962 verheiratet und hatte zwei Töchter, von denen eine 1970 starb, und einen Sohn.

## Veröffentlichungen (Auswahl)
- Morgan versus Lilienthal: The Feud Within the TVA (1970)
- TVA and the Power Fight, 1933-1939 (1971)
- Prophets of Regulation: Charles Francis Adams, Louis D. Brandeis, James M. Landis and Alfred E. Kahn (1984)
- (Hrsg.): America Versus Japan: A Comparative Study of Business-Government Relations (1986)
- (Hrsg.): The Essential Alfred Chandler: Essays Toward a Historical Theory of Big Business (1988)
- (Hrsg.): Creating Modern Capitalism: How Entrepreneurs, Companies, and Countries Triumphed in Three Industrial Revolutions (1997)
- mit Jeffrey L. Cruikshank (Hrsg.): The Intellectual Venture Capitalist: John H. McArthur and the Work of the Harvard Business School, 1980–1995 (1999)
- American Business, 1920-2000: How It Worked (2000)
- Prophet of Innovation: Joseph Schumpeter and Creative Destruction (2007)
- The Founders and Finance: How Hamilton, Gallatin and Other Immigrants Forged the American Economy (2012, Harvard University Press)